# Catalan (train)
Pour les articles homonymes, voir Catalan (homonymie).
Catalan est le nom donné à un train rapide de la SNCF qui a circulé, de 1955 à 1969, entre Suisse/France/Espagne, entre les gares de Genève et de Cerbère/Portbou. À Portbou une correspondance avec un train express première classe, de la RENFE, permet de rejoindre Barcelone.

## Historique
Le train rapide GC/CG, baptisé Catalan, est créé le 1er octobre 1955 par la SNCF. Il est assuré par des « autorails diesel-électriques de type RGP-2 quadricaisse de la série X 2700 + XR 7700, en livrée vert crème avec toiture verte ». Il dessert Genève, Grenoble, Valence-Ville, Avignon-Centre et Cerbère/Portbou,. À Portbou, changement de train pour une correspondance rapide avec l'Express de première classe 151/152, un autorail de la RENFE, qui effectue une liaison directe avec Barcelone,. L'inauguration a lieu le 14 octobre.
Le 29 mai 1960, le matériel roulant d'origine, rames diesel RGP-2, est remplacé par des rames automotrices diesel-électrique, avec moteur MGO 825 CV/PS, de type RGP-1 plus puissantes et l'ensemble du train devient de la première classe avec quatre ou huit voitures.
Le 31 mai 1969 est le dernier jour de circulation du Catalan, alors en livrée inox avec bande rouge-grenat et toiture rouge-Grenat. La composition du train est variable, de 4, 5, 6, 7 à 8 caisses. Il est remplacé le 1er juin 1969, par le Catalan Talgo qui permet d'utiliser un même trains sur les deux réseaux.

## Itinéraire
L'itinéraire emprunté par le Catalan était le suivant : Genève - Culoz, via la ligne de Lyon-Perrache à Genève (frontière) ; Culoz - Chambéry, via la  ligne de Culoz à Modane (frontière) (dite aussi ligne de la Maurienne) ; Chambéry - Grenoble  via la ligne de Grenoble à Montmélian, entre 1955 et octobre 1967, il circulait sur le trajet originel entre Grenoble et Gieres, trajet truffé de nombreux passages à niveau autour de Grenoble, puis sur la déviation ; Grenoble - Valence, via la  ligne de Valence à Moirans ; Avignon - Montpellier - Narbonne - Cerbère/Portbou - .